# Viktor Brumberg
Viktor Aleksandrovitj Brumberg (ryska: Виктор Александрович Брумберг), född 12 februari 1933 i Moskva i Sovjetunionen, är en rysk teoretisk fysiker verksam som professor vid Institutet för tillämpad astronomi vid Ryska vetenskapsakademin i Sankt Petersburg. Han är känd för insatser kring celest mekanik och efemerider.
Brumberg är ledamot i den vetenskapliga kommittén för projekt inom Internationella Astronomiska Unionens Commisson 4: Ephemerides.

## Utmärkelser
Asteroiden 4916 Brumberg är uppkallad efter honom.

## Publikationer (urval)
- V. A. Brumberg, Essential Relativistic Celestial Mechanics. Adam Hilger, London (1991).  ISBN 0-7503-0062-0
- V.A. Brumberg, Analytical Techniques of Celestial Mechanics. Springer-Verlag, UK, (1995). ISBN 3-540-58782-9
- Dmitry V. Brumberg & V. A. Brumberg, Derivative of Kaula's inclination function. In Celestial Mechanics and Dynamical Astronomy (1995), Springer, Netherlands. ISSN 0923-2958
- V. A. Brumberg & Eugene V. Brumberg, Celestial Dynamics at High Eccentricities. (Advances in Astronomy and Astrophysics) Gordon & Breach Science Publishers, UK, (1999) ISBN 90-5699-212-0
- Georgij A. Krasinsky och V.A. Brumberg, Secular Increase of Astronomical Units From Analysis of the Major Planet Motions and its Interpretation.   (2004)].